# 北护城河 (北京)
北护城河是北京市城区护城河的一部分。

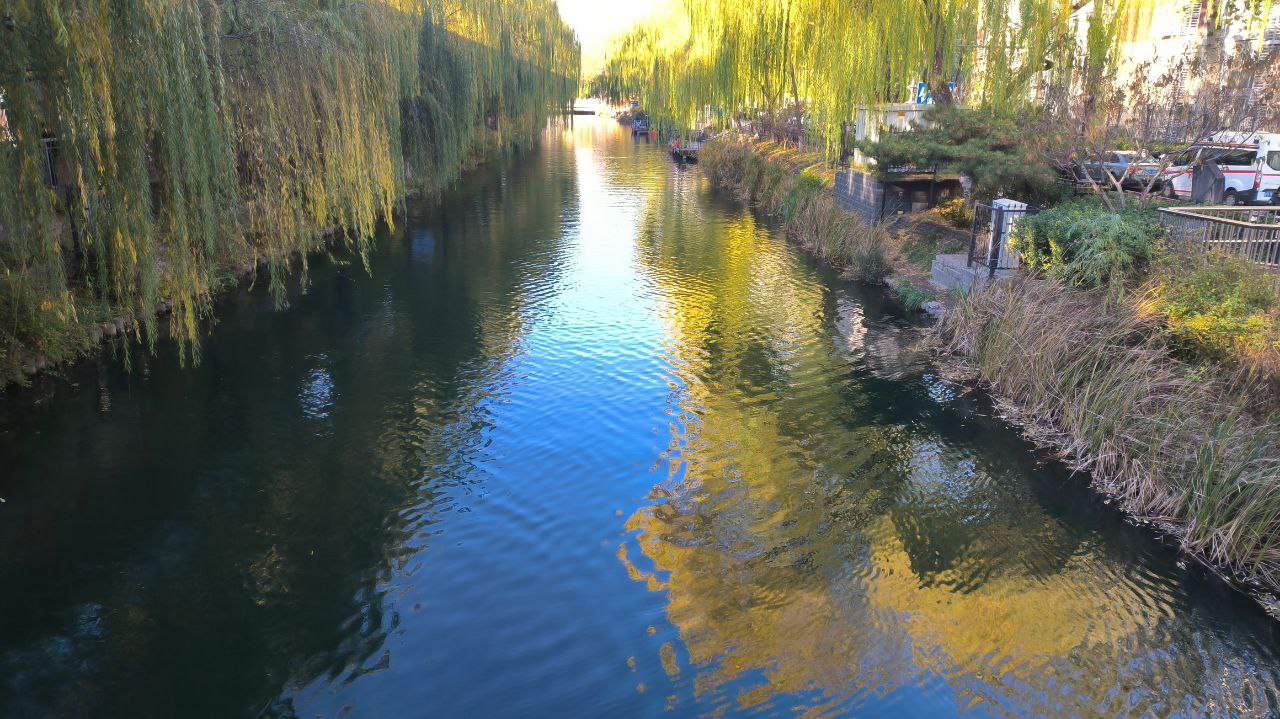
北护城河，摄于积水潭

起自西直门北三岔河口，向东流经德胜门、安定门，在东北城角与东护城河相接，宽26米。1977年改建后，从三岔口至德胜门的1877米为暗沟，从德胜门至城东北角的4995米为水泥直墙式明河。